# Iwi
Pour les articles homonymes, voir Iwi.

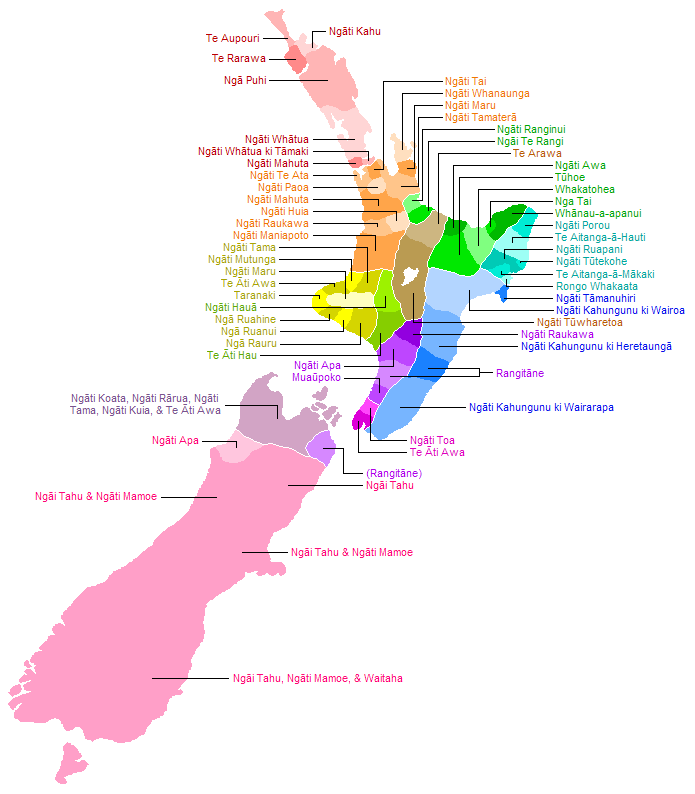
Localisation des iwis en Nouvelle-Zélande.

L’iwi est la principale unité sociale dans la société maorie.
Iwi signifie « peuple » ; dans plusieurs cas, le sens d'iwi est analogue à celui de tribu ou de clan, avec la distinction qu'un iwi peut être formé de plusieurs tribus. Les recherches anthropologiques montrent que dans la plupart des cas, avant la colonisation européenne, les Maoris étaient principalement répartis en groupes plus petits tels que les whānau (familles élargies) ou les hapū (sous-tribus).
Chaque iwi peut être divisé en hapū (« sous-tribus »). Par exemple, l'iwi Ngāti Whātua est constitué de quatre hapū : Te Uri-o-Hau, Te Roroa, Te Taou, et Ngāti Whātua ki Ōrākei.

## Exemples d'iwi
- Ngāi Tahu
- Ngāti Maniapoto